# Inmarsat-3 F4
Inmarsat-3 F4 ist ein Kommunikationssatellit, der von dem britischen Satellitenbetreiber Inmarsat betrieben wird. Er wurde am 4. Juni 1997 vom Raumfahrtzentrum Guayana in Kourou, Französisch-Guayana, in eine geosynchrone Umlaufbahn gebracht.
Während seines Betriebs befand er sich auf 54° westlicher Länge in Betrieb und deckte den amerikanischen Kontinent als Atlantic Ocean
Region-West (AOR-W) ab. Er wurde im Februar 2016 durch Inmarsat-3 F5 auf 54° West ersetzt, und der inzwischen stillgelegte Inmarsat-3 F4 wurde auf 144° West.
Die Raumfahrzeuge der Inmarsat-3-Serie (F1 bis F5) wurden von Lockheed-Martin Astro Space als Hauptauftragnehmer gebaut. Lockheed-Martin war für den Basis-Raumfahrzeugbus verantwortlich, während die europäische Matra Marconi Space die fortschrittliche Kommunikationsnutzlast entwickelte.
Die Inmarsat-3-Kommunikationsnutzlast kann einen globalen Strahl erzeugen
und maximal sieben Spotbeams erzeugen. Die Spotbeams werden je nach Bedarf ausgerichtet um zusätzliche Kommunikationskapazitäten in Gebieten mit hoher Nutzernachfrage zur Verfügung zu stellen.
Der Satellit wurde mit einem AS-4000-Satellitenbus gebaut. Er hat eine Masse von 2.068 kg (4.559 lb) und soll 13 Jahre lang betrieben werden.
In den Vereinigten Staaten sind die Inmarsat-Bodenstationen für den Betrieb auf den Frequenzen 1525–1559 MHz und 1626,5–1660,5 MHz über einen als ISAT-Liste bezeichneten Mechanismus ausgerichtet. Die Frequenzbänder 1544–1545 MHz und 1645,5–1646,5 MHz sind für Sicherheits- und Notrufe reserviert.

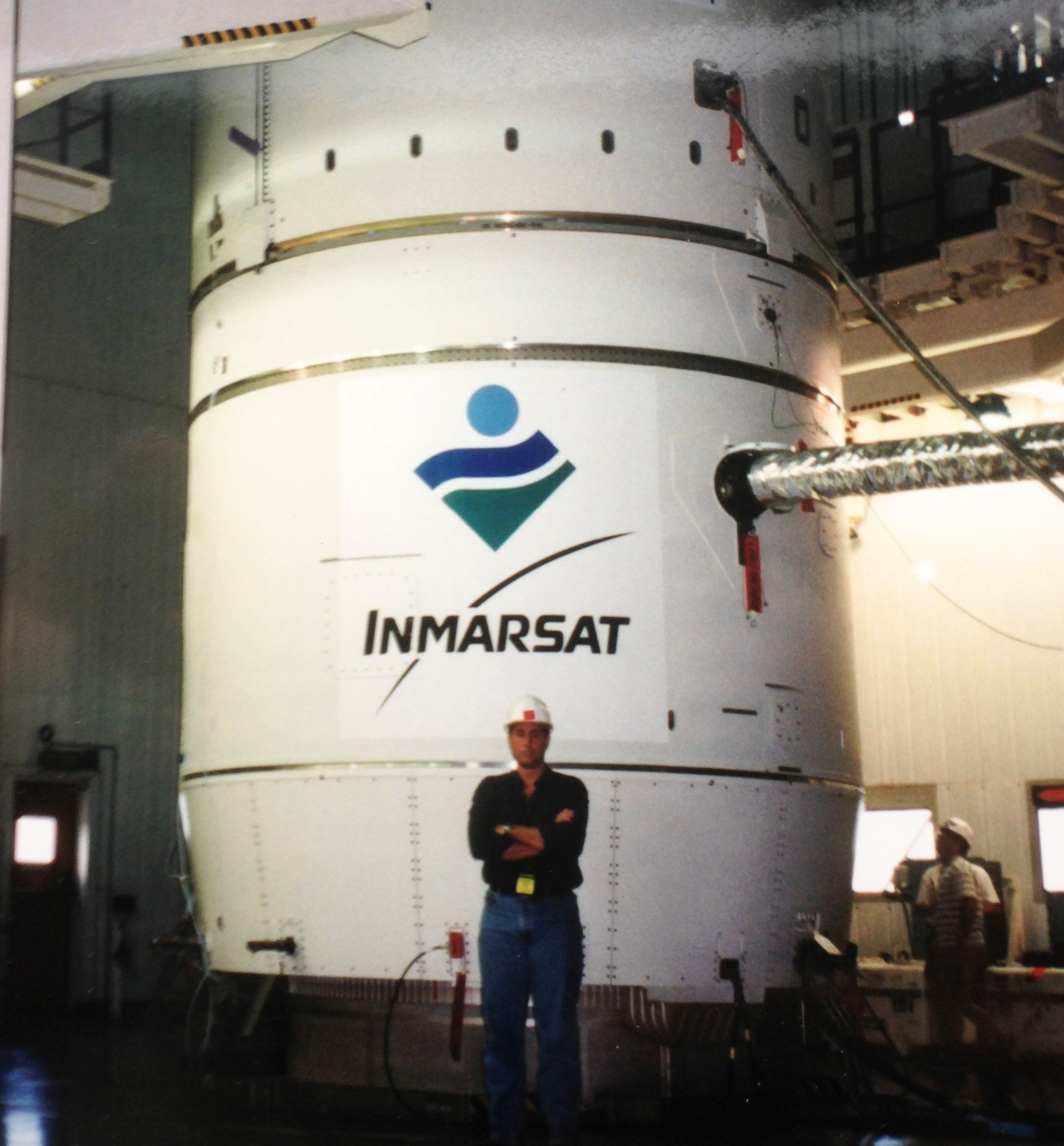
Inmarsat 3 F4 is shown on the launch pad aboard the Ariane 44L launch vehicle, Flight 97. Photo taken on May 30, 1997.